# Saint-Jean-de-Livet
Saint-Jean-de-Livet település Franciaországban, Calvados megyében. Lakosainak száma 238 fő (2022. január 1.). Saint-Jean-de-Livet Glos, Le Mesnil-Guillaume, Prêtreville, Saint-Germain-de-Livet, Saint-Martin-de-la-Lieue és Saint-Martin-de-Mailloc községekkel határos.

## Népesség
A település népessége az elmúlt években az alábbi módon változott:
| Lakosok száma | 96   | 215  | 231  | 206  | 200  | 197  | 221  | 237  | 242  | 238  |
|               | 1968 | 1982 | 1990 | 2006 | 2013 | 2015 | 2017 | 2019 | 2020 | 2022 |